# آهنین راه و پل سنگی گچسر
آهنین راه و پل سنگی گچسر مربوط به دوره ایلخانی است و در شهرستان کرج، ۲ کیلومتری جاده گچسر به طرف تونل کندوان واقع شده و این اثر در تاریخ ۱۰ دی ۱۳۸۱ با شمارهٔ ثبت ۶۵۶۶ به‌عنوان یکی از آثار ملی ایران به ثبت رسیده است.
دو کیلومتر پس از گچسر، در جاده اصلی به طرف تونل کندوان در کنار رودخانه، آثاری از یک پل سنگی قدیمی دیده می‌شود که با نزدیک شدن به آن راهی قدیمی به عرض ۱۶۰ سانتی‌متر که در دل صخره کنده شده، مشاهده می‌شود. با کمی دقت می‌توان آثار دیلم و کلنگ سازندگان آن را در جای جای سنگ‌ها دید. به این ترتیب این تصور به وجود می‌آید که چون راه توسط ابزار آهنی چون دیلم و کلنگ ایجاد شده به این نام خوانده شده است. استحکام زیاد پل و رنگ صخره که شباهت بسیار به آهن دارد، نیز می‌تواند دلیل این نام گذاری باشد